# Алвео Камандоли (Напуљ)
Алвео Камандоли је насеље у Италији у округу Напуљ, региону Кампанија.
Према процени из 2011. у насељу је живело 34 становника. Насеље се налази на надморској висини од -1 м.